# Nycteola albonigra
Nycteola albonigra är en fjärilsart som beskrevs av Embrik Strand 1917. Nycteola albonigra ingår i släktet Nycteola och familjen trågspinnare. Inga underarter finns listade i Catalogue of Life.